# 카를루스 아우구스투
카를루스 아우구스투 초폴라투 네베스(포르투갈어: Carlos Augusto Zopolato Neves, 1999년 1월 7일 ~ )는 흔히 카를루스 아우구스투(포르투갈어: Carlos Augusto) 또는 줄여서 카를루스(포르투갈어: Carlos)로 알려져 있는 브라질의 축구 선수이다. 그의 포지션은 왼쪽 풀백으로, 현재 이탈리아 세리에 A의 인테르나치오날레에서 활약하고 있다. 그는 또한 중앙 수비수로도 뛸 수 있으며, 수비 능력과 크로스 능력으로 찬사를 받았다.

## 클럽 경력

### 코린치앙스
카를루스는 12살 때 코린치앙스에서 프로 경력을 시작했다. 그는 2017년 코파 상파울루 지 푸치보우 주니오르 우승멤버 중 하나였다.
2018년 7월 8일, 유소년 팀을 졸업한 카를루스는 그레미우와의 친선 경기에서 코린치앙스 소속으로 프로 데뷔전을 치렀다. 그는 같은 해 8월 4일, 아틀레치쿠 파라나엔시와의 경기에서 선발 출장하여 공식 데뷔전을 치렀다. 카를루스는 코린치앙스 소속으로 32번의 공식 경기에 출장해 1골을 넣었다. 그는 또한 2018년과 2019년에 캄페오나투 파울리스타 대회에서 두 번 우승컵을 들어올렸다.

### 몬차
2020년 8월 28일, 카를루스는 세리에 B로 승격한 몬차와 계약을 맺고 이적하였다. 2020년 12월 12일, 그는 2-0으로 이긴 베네치아와의 원정 경기에서 몬차 소속으로 데뷔골을 기록했다. 그는 세리에 B 2020-21 시즌에 장거리 골을 넣은 최연소 수비수로 기록되었다. 12월 22일, 카를루스는 2-0으로 이긴 아스콜리와의 홈경기에서 두 번째 골을 기록했다. 3골 2도움으로 시즌을 마무리한 카를루스는 세리에 B 올해의 팀에 이름을 올렸다.
2021년 8월 14일, 카를루스는 2021-22 시즌을 2-1로 패한 치타델라와의 코파 이탈리아 2021-22 1라운드 경기에서 골을 기록하며 시작했다. 그는 몬차가 피사와의 승격 플레이오프 결승전에서 승리하며 세리에 A로 첫 승격하는 데 핵심적인 역할을 했다.
2022년 8월 13일, 카를루스는 2-1로 패한 2022-23 시즌 토리노와의 경기에서 세리에 A 데뷔전을 치렀다. 10월 9일, 그는 2-0으로 이긴 스페치아와의 홈경기에서 세리에 A 데뷔골을 기록했다. 카를루스는 시즌을 6골 5도움으로 마쳤다.

## 국가대표팀 경력
2018년 12월 13일, 카를루스는 2019년 CONMEBOL U-20 축구 선수권 대회에 참가할 브라질 U-20 대표팀 명단에 포함되었다.

## 플레이스타일
주로 왼쪽 풀백으로 활약하는 카를루스는 4백과 3백 모두에서 중앙 수비수로 활약할 수 있다. 그의 주요 특징은 높이와 수비 능력이다. 카를루스는 수비 능력에도 불구하고, 크로스를 중심으로 한 공격력이 뛰어나다. 그는 "이탈리아 축구에 이상적인 선수"로 묘사되었다.

## 사생활
카를루스는 증조부모를 통해 이탈리아 여권을 소지하고 있다. 그는 몬차 팬들로부터 로마 황제 아우구스투스를 빗대어 "l'Imperatore" (이탈리아어로 황제)라는 애칭으로 불린다.

## 수상 내역

#### 코린치앙스
- 캄페오나투 파울리스타: 2018, 2019

#### 인테르
- 세리에 A : 2023-24
- 수페르코파 이탈리아나 : 2023

### 개인
- 세리에 B 올해의 팀: 2020–21[17]